# Elisabeth Muntprat
Elisabeth Muntprat von Spiegelberg (* 8. März 1459 in Konstanz; † 1531 in Bischofszell) war Küsterin und Schaffnerin im Dominikanerinnenkloster St. Katharina in St. Gallen. Sie war eine der fleissigsten Schreiberinnen des Konvents.

## Leben

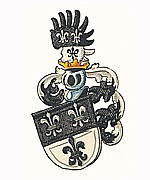
Wappen der Konstanzer Handelsfamilie Muntprat

Elisabeth Muntprat wurde 1459 als Tochter der Margarethe und des Konrad Muntprat an der St. Paulsgasse (heute Hussenstrasse) in Konstanz geboren. Sie hatte zwei Brüder und fünf Schwestern. Ihr Vater war Grosskaufmann und gehörte der reichsten Konstanzer Familie des Spätmittelalters an. Die Muntprats verfügten über enorme Geldmittel. 1478 machte Konrad Muntprat eine besonders reiche Jahrzeitstiftung mit vier Messen, einer Vigil im Chor und dem regelmässigen Beten der Tenebrae.

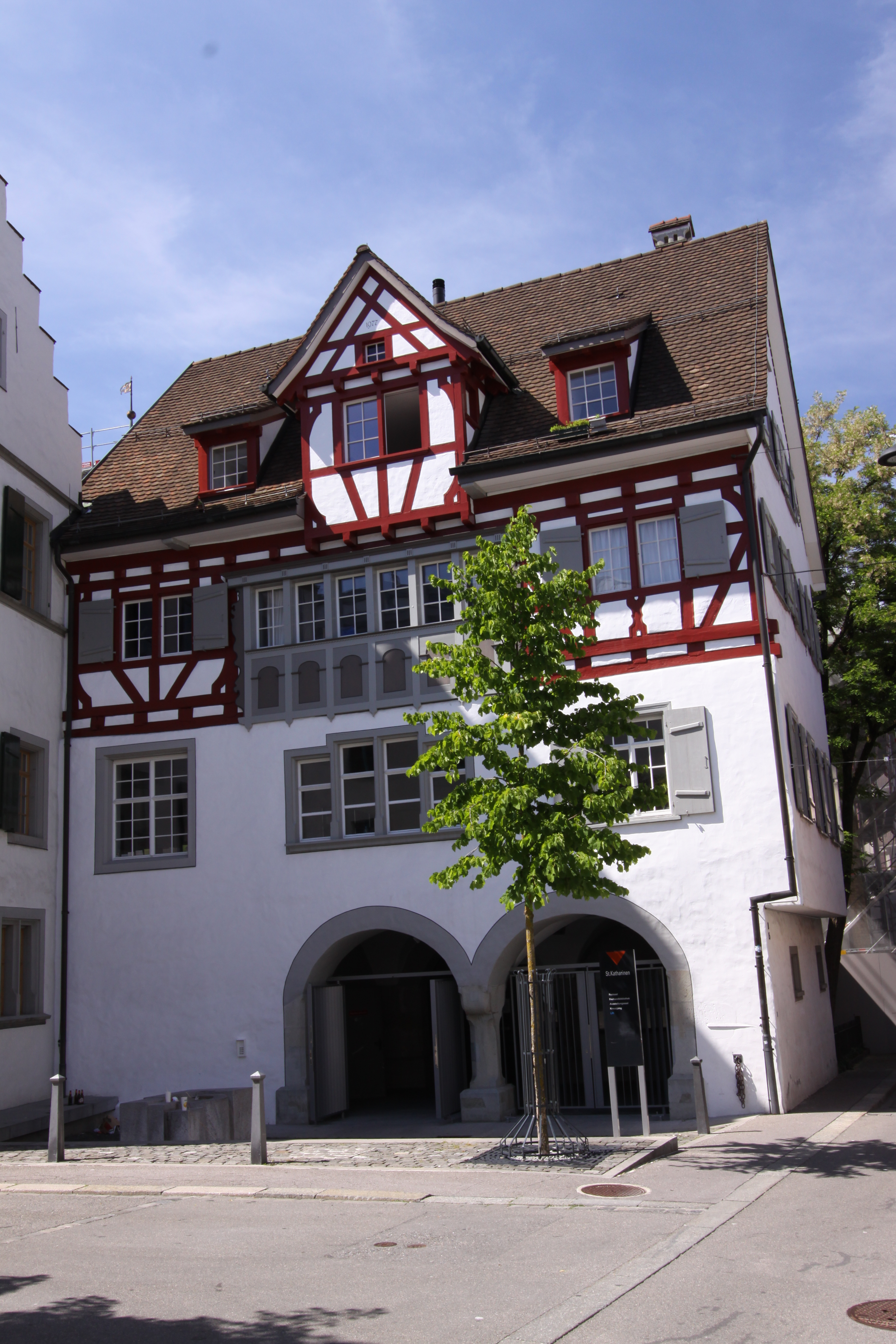
Konventgebäude St. Katharina, St. Gallen, 2011

Elisabeth Muntprat trat am 15. Juli 1472 13-jährig in das Dominikanerinnenkloster St. Katharina in St. Gallen ein. Drei Jahre zuvor war ihre ältere Schwester Veronika mit 14 Jahren in das Kloster Inzigkofen eingetreten, wo sie später Pröpstin wurde. Mit 17 Jahren wurde Elisabeth Muntprat Küsterin, d. h. sie verwahrte den Kirchenschlüssel für den Chor, die Kirche und die Sakristei und war für alles verantwortlich, was zum Gottesdienst gebraucht wurde. Später wurde sie Schaffnerin. Ausserdem war sie als Schreiberin tätig. Ihre Verwandten bedachten das Kloster wiederholt grosszügig mit Spenden.
Durch die Reformation wurden die Klosterschwestern vertrieben. Elisabeth Muntprat zog im Sommer 1528 mit ihrer Nichte Barbara und der Konventualin Clara Rugg nach Bischofszell und lebte von da an auf dem Hof eines Chorherrn. Dort starb sie 1531.

## Werke
Elisabeth Muntprat war eine der fleissigsten Schreiberinnen des Konvents. Sie war Hauptschreiberin des Schwesternbuchs, das die Durchführung der Reform des St. Galler Konvents festhält, sowie der Konventschronik (gemeinsam mit Angela Varnbüler).
Die folgenden ihrer Werke werden zu den Codices Sangallenses gezählt, da sie in der Stiftsbibliothek St. Gallen aufbewahrt werden:
- St. Gallen, Stiftsbibliothek, Cod. Sang. 363
- St. Gallen, Stiftsbibliothek, Cod. Sang. 1066
- St. Gallen, Stiftsbibliothek, Cod. Sang. 1966